# Statue de Bayard (Grenoble)
La statue de Bayard, (bronze, 1822) œuvre du sculpteur Nicolas Raggi, est un monument situé à Grenoble, dans le département français de l'Isère en région Auvergne-Rhône-Alpes.

## Situation et accès

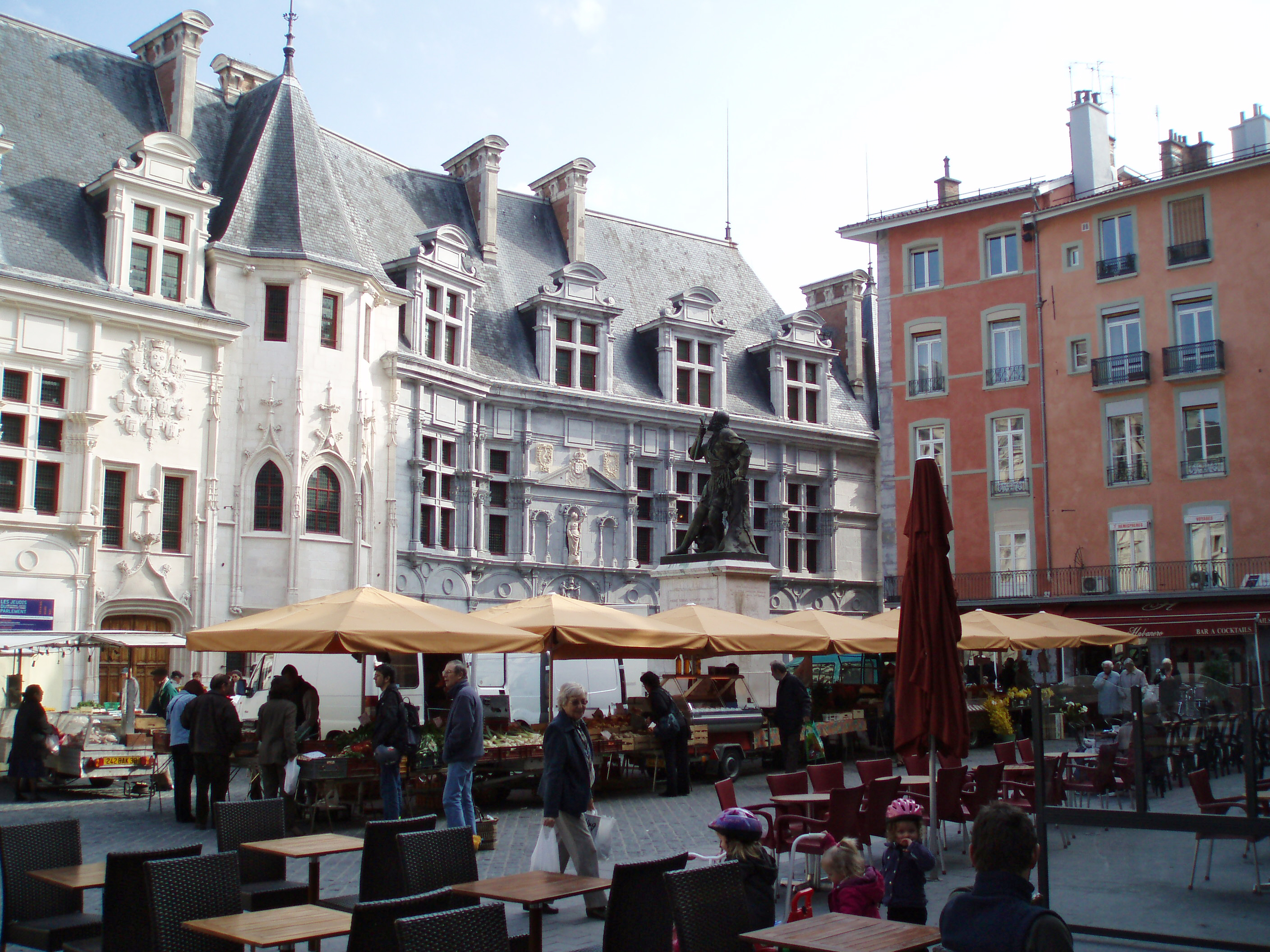
La statue et la place

Érigée sur un piédestal au centre de la place Saint-André, la statue est située dans la partie la plus ancienne de zone piétonne de la ville (quartier Notre-Dame), non loin des quais de l'Isère. Le monument est accessible aux passants depuis n'importe quel point de la ville. 
La statue du Chevalier Bayard fait face au Parlement du Dauphiné, à proximité immédiate de la Collégiale Saint-André de Grenoble, mais aussi du café La Table ronde, le plus ancien café de Grenoble
La place Saint-André, où se positionne ce monument se situe à proximité des ligne A et ligne B  du réseau de tramway de l'agglomération grenobloise. La station la plus proche se dénomme Hubert Dubedout - Maison du Tourisme.

## Histoire
En 1822, à la demande de Charles Lemercier de Longpré, baron d'Haussez, alors préfet de l'Isère, la dépouille du Chevalier Bayard qui reposait auparavant au couvent des Minimes de la plaine à Saint-Martin-d'Hères, est transférée dans la collégiale Saint-André, le 21 août 1822,.
La statue, créée par le sculpteur d'origine italienne Nicolas Raggi et fondue par Charles Crozatier, est inaugurée le jour du transfert dans la collégiale voisine.
En hommage à son activité pour la municipalité, Eugénie du Colombier tire le portrait de Charles Planelli de Lavalette, maire de Grenoble de 1820 à 1824, assis à son bureau, sur lequel est présente une réduction de la statue en bronze de Bayard par Nicolas Raggi. 
Le tableau fait partie des collections du Musée de Grenoble.

## Description

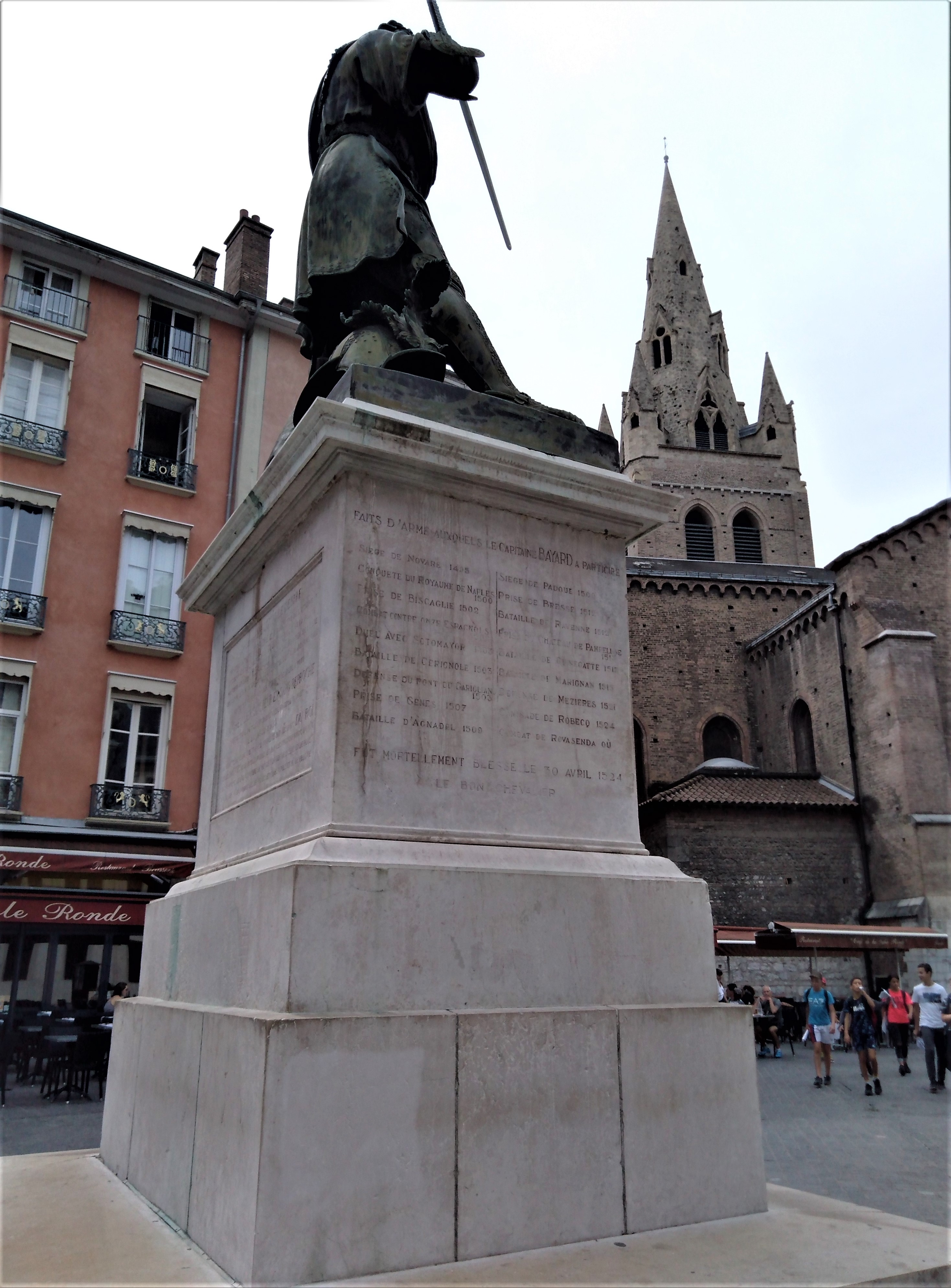
Statue de Bayard vue de 3/4 arrière

Située en plein centre d'une place ouverte et sans autre mobilier que cette statue, l'ouvrage, positionné sur piédestal, lui-même surélevé par une plateforme de quelques marches, représente le chevalier Bayard blessé. 
L'homme s'appuie contre un rocher et se soutient de la main gauche en approchant la garde de son épée (évoquant une croix) de ses lèvres. Il est vêtu de son armure et son casque est posé à terre. 
À l'origine, le monument était entouré d’une grille.

Sur le piédestal, le passant peut lire à l'avant, plusieurs inscriptions, dont : 
«  A BAYARD / NE EN 1476 / MORT A REBECQ LE 30 avril 1524  »
«  DIEU ET LE ROI, VOILA NOS MAITRES / ONC N'EN AURAI D'AUTRES  »